# Paulo Jerônimo
Paulo Jerônimo de Souza, conhecido como Pagê (Mococa), é um jornalista brasileiro, presidente da Associação Brasileira de Imprensa. Em novembro de 2021, foi agraciado pela Assembleia Legislativa do Estado do Rio de Janeiro com a medalha Tiradentes, em reconhecimento e valorização pelo seu trabalho na luta em defesa da liberdade de expressão no Brasil.

## Biografia
Paulo Jerônimo nasceu em Mococa,  no interior do estado de São Paulo. Na infância foi campeão no Campeonato Aberto de Natação do Interior, pela Associação Esportiva Mocoquense, tendo jogado também bola-ao-cesto. Estudou na Escola Oscar Villares, onde presidiu o Grémio Humberto de Campos.
Em novembro de 1964, recém-chegado ao Rio de Janeiro, publicou sua primeira matéria na imprensa carioca, no Correio da Manhã, com a manchete “FAB metralha helicóptero da Marinha”. O texto foi publicado na íntegra na primeira página do jornal. No mesmo dia, o então presidente Humberto de Alencar Castelo Branco demitiu o ministro da Aeronáutica, tornando-se no único ministro militar derrubado pela imprensa durante os 21 anos da ditadura.
É um dos mais experientes assessores de imprensa do Brasil, exercendo essa função nos Ministérios do Interior e de Minas e Energia, no Banco do Estado do Rio de Janeiro, no  Banco Nacional da Habitação, na Prefeitura do Rio de Janeiro, e por três vezes no Governo do Estado do Rio de Janeiro: Negrão de Lima nos anos 1960, Moreira Franco por cinco meses, nos anos 1980, e Marcello Alencar nos anos 1990. Exerceu essa função no Banco Nacional de Desenvolvimento Econômico e Social a partir de 1979, aposentando-se naquela instituição em 2006. Na década de 1970 dirigiu a agência Sistema, em São Paulo.
Entre 2005 e 2010, foi diretor da Assistência Social da Associação Brasileira de Imprensa (ABI), e conselheiro dessa instituição entre 2004 a 2013. Em 2015 foi eleito vice-presidente da ABI, na chapa Vladimir Herzog, liderada por Domingos Meirelles. Em 2016 foi reeleito pela mesma chapa, junto com Domingos Meirelles, para o mandato até 2019. Em março desse ano, então com 81 anos, disputou a presidência da ABI contra o antigo aliado Domingos Meirelles, que tentava a reeleição. Numa numa eleição controversa, que envolveu acusações de golpismo e alinhamento ao governo federal, Jerônimo acusou Meirelles de trabalhar para a emissora Record, do pastor Edir Macedo e estar alinhado com Jair Bolsonaro. Meirelles, por seu lado, acusou Jerônimo de ser "o típico jornalista de redação", com "um currículo inexpressivo como jornalista, servindo em assessorias de órgãos públicos". O desembargador Marcelo Lima Buhatem, do Tribunal de Justiça do Rio de Janeiro, deu razão às queixas de Meirelles sobre a falta de lisura nas duas assembleias que decidiram a data da eleição. Jerônimo viria a ser eleito a 26 de junho desse ano, com larga vantagem, numa eleição muito participada, estando presentes 390 associados da ABI. Jerônimo preside também a Comissão de Liberdade de Imprensa e Direitos Humanos da instituição.

## Homenagens
Na década de 1970 ganhou o Prêmio Colunistas de Propaganda, na categoria campanha institucional, pela Agência Sistema, que então dirigia.
Na década de 1990 ganhou a Medalha de Ouro do Prêmio Colunistas pela melhor campanha institucional do País, ao serviço do Banco Nacional de Desenvolvimento Econômico e Social.
Em 2011, foi homenageado pelo Panathlon Internacional Club de Mococa, pelo passado como esportista e a carreira de jornalista.
A 12 de novembro de 2021, foi agraciado pela Assembleia Legislativa do Estado do Rio de Janeiro, por proposta da deputada Mônica Francisco do Psol, com a medalha Tiradentes, a maior honraria atribuída por esse corpo legislativo, em reconhecimento e valorização pelo seu trabalho na luta em defesa da liberdade de expressão no Brasil.